# Röhrda
Röhrda ist ein Ortsteil der Gemeinde Ringgau im nordhessischen Werra-Meißner-Kreis. Der Ort ist das nach Einwohnerzahl das zweitgrößte Dorf der Gemeinde.

## Geographie
Röhrda ist ein geschlossenes Dorf mit regellosen Grundrissmerkmalen und geringer Siedlungsdichte. Es liegt im westlichen Teil der Hochebene Ringgau, am südlichen Hang des Tals der Netra, wo von Süden kommend, der Aschen- und der Martinsborn münden. Die Kirche befindet sich neben einem Gutshof am Westrand des Dorfes auf einer Anhöhe. Im Norden und Westen und entlang der Ringgaustraße im Osten gibt es Jüngere Besiedlung. Das Gebiet des Ortsteils besteht aus der Gemarkung Röhrda im Norden des Gemeindegebiets mit einer Fläche von 1081 Hektar, davon sind 437 Hektar Wald. In der Gemarkung liegen die folgenden aktuellen bzw. historischen Siedlungsplätze:
- Burg Röhrda[4]
- Wüstung Hanrod[5]
- Lochmühle[6]
- Haus Renderoth[7]
- Rittergut in Röhrda[8]

Die Ortslage befindet sich auf 271 bis 344 m ü. NHN und der höchste Punkt der Gemarkung ist die 488 Meter hohe Schieferstein im Nordosten der Gemarkung. An den Ortsteil Röhrda grenzen, von Norden beginnend, im Uhrzeigersinn, die Wehretaler Ortsteile Reichensachsen und Langenhain sowie die Gemeinde Weißenborn, im Osten Ringgau-Netra, im Süden Ringgau-Grandenborn und im Westen Ringgau-Datterode. Am nördlichen Ortsrand verläuft die Bundesstraße 7, die nach Nordwesten über Dattenrode zur Anschlussstelle Ringgau der A 44 und nach Südwesten über Netra und Rittmannshausen in die thüringische Stadt Creuzburg an der Werra führt.

## Geschichte

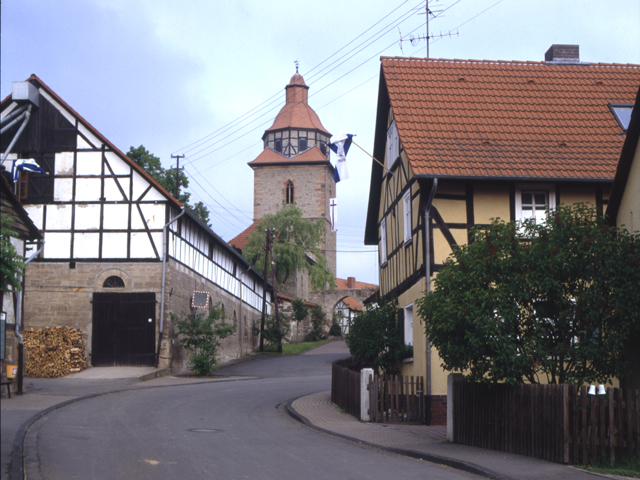
Blick auf die Wehrkirche

### Ortsgeschichte
Röhrda war eine der ersten Siedlungen im Ringgau. Die Siedlungsgründung wurde von zwei Wasserquellen begünstigt. Röhrda wird in einer (gefälschten) Urkunde aus dem Kloster Lippoldsberg von 1089 zum ersten Mal erwähnt. Die Siedlung muss aber älter sein, da früher zwei Kirchen nebeneinander bestanden, die Pfarrkirche Peter und Paul und die Martinskirche, von denen heute nur noch Mauerreste der Martinskirche zu sehen sind.
Der Ort war zweigeteilt. Eine Hälfte gehörte der Familie Herren von Boyneburg, von deren Anteil die Landgrafen von Hessen-Kassel im Jahr 1650 eine Hälfte kauften. Erst 1803 konnte der Kurfürst von Hessen-Kassel auch den restlichen Teil in Besitz nehmen und später in Privatbesitz überführen. Unter dem Namen „Meierei“ ist der Boyneburgische Besitz noch nachweisbar. Die andere Dorfhälfte war ein kurpfälzisches Lehen der Herren von Falken, und so wurde das Dorf bereits um 1350 genannt. Um die Mitte des 16. Jahrhunderts ging dieser Anteil an die Herren von Herda über. 1654 erwarb Lucas von Siegel das Rittergut für etwa 30 Jahre. Danach ging der Besitz an die Herren von Meysenbug über. 1780 erwarb ein Herr von Castell das Gut, der es wiederum 1836 verkaufte an Johannes Rexerodt, den Großvater des Raiffeisen-Mitbegründers. Seine Nachkommen haben es noch heute in Besitz.
1530 wurde bei einem Dorfbrand der halbe Ort zerstört, während die Wehrkirche mit dem Fachwerkaufsatz sowie Reste des ehemals befestigten Kirchhofs erhalten blieben.
siehe auch Burg Röhrda
Als „Mengedorf“, in dem die Landgrafen von Hessen-Kassel und die Herren von Boyneburg Besitzungen hatten, gehörte der Ort seit 1654 zum landgräflichen Amt Bischhausen. Faktisch waren die Ortsherrschaft und Gerichtsbarkeit zwischen einem kurpfälzischen und einem von Hessen an die Boyneburger ausgegebenen Teil geteilt. 1745 stellt sich die Herrschaft im Dorf wie folgt dar: Landgraf von Hessen 2, Landgraf von Rotenburg 22 Untertanen, die von Meysenbug 40, der von Boyneburg-Laudenbach zu Wichmannshausen 32 und die von Boyneburg zu Netra 6 Hintersassen. Seit 1821 gehörte Röhrda zum Kreis Eschwege.
Röhrda nach der Gebietsreform
Im Zuge der Gebietsreform in Hessen fusionierten die bis dahin selbstständige Gemeinde Röhrda am 1. April 1972 mit dem Nachbargemeinde Datterode freiwillig zur neuen Gemeinde Netratal. Diese wurde schon zwei Jahre später, am 1. Januar 1974, kraft Landesgesetz mit der Gemeinde Ringgau zusammengeschlossen und bildete die Großgemeinde Ringgau. Sitz der Gemeindeverwaltung wurde der Ortsteil Netra. Für alle nach Ringgau eingegliederten Gemeinden wurden Ortsbezirke gebildet.
Beim Wettbewerb „Unser Dorf soll schöner werden“ bekam Röhrda 1989 eine Auszeichnung in Gold.

### Verwaltungsgeschichte im Überblick
Die folgende Liste zeigt die Staaten und Verwaltungseinheiten, denen Röhrda angehört(e):
- 1141: Gau Neter (in pago, qui dicitur Nedere, circa flumen Naderaha)
- vor 1567: Heiliges Römisches Reich, Landgrafschaft Hessen, Niederfürstentum, Gericht Boyneburg
- ab 1567: Heiliges Römisches Reich, Landgrafschaft Hessen-Kassel, Niederfürstentum, Gericht Boyneburg
- ab 1654:  Heiliges Römisches Reich, Landgrafschaft Hessen-Kassel, Amt Bischhausen, Gericht Boyneburg
- ab 1709: Heiliges Römisches Reich, Landgrafschaft Hessen-Kassel, Amt Bischhausen
- 1803–1806: Heiliges Römisches Reich, Kurfürstentum Hessen, Amt Bischhausen
- 1807–1813: Königreich Westphalen, Departement der Werra, Distrikt Eschwege, Kanton Reichensachsen
- ab 1814: Kurfürstentum Hessen, Amt Bischhausen
- ab 1818: Kurfürstentum Hessen, Amt Netra[13]
- ab 1821/22: Kurfürstentum Hessen, Provinz Niederhessen, Kreis Eschwege[14][Anm. 2]
- ab 1848: Kurfürstentum Hessen, Bezirk Eschwege
- ab 1851: Kurfürstentum Hessen, Provinz Niederhessen, Kreis Eschwege
- ab 1867: Königreich Preußen,[Anm. 3] Provinz Hessen-Nassau, Regierungsbezirk Kassel, Landkreis Eschwege
- ab 1871: Deutsches Reich, Königreich Preußen, Provinz Hessen-Nassau, Regierungsbezirk Kassel, Kreis Eschwege
- ab 1918: Deutsches Reich, Freistaat Preußen,[Anm. 4]  Provinz Hessen-Nassau, Regierungsbezirk Kassel, Kreis Eschwege
- ab 1944: Deutsches Reich, Freistaat Preußen, Provinz Kurhessen, Landkreis Eschwege
- ab 1945: Deutsches Reich, Amerikanische Besatzungszone,[Anm. 5] Groß-Hessen, Regierungsbezirk Kassel, Landkreis Eschwege
- ab 1946: Deutsches Reich, Amerikanische Besatzungszone, Land Hessen, Regierungsbezirk Kassel, Landkreis Eschwege
- ab 1949: Bundesrepublik Deutschland, Land Hessen, Regierungsbezirk Kassel, Landkreis Eschwege
- ab 1972: Bundesrepublik Deutschland, Land Hessen, Regierungsbezirk Kassel, Landkreis Eschwege, Gemeinde Netratal
- ab 1974: Bundesrepublik Deutschland, Land Hessen, Regierungsbezirk Kassel, Werra-Meißner-Kreis, Gemeinde Ringau

### Gerichte
Die Gerichtsbarkeit über Röhrda wurde im Mittelalter durch das Gericht Boyneburg ausgeübt. Nach langen Rechtstreirigkeitden zwischen der Herren von Boyneburg kam es 1449 zu einem Vergleich, und ab 1460 hielten die von Boyneburg die Burg und den dazu gehörigen ehemaligen Reichsbesitz als landgräflich-hessisches Erblehen. Mit dem Aussterben der Herren von Boyneburg-Hohenstein 1792 ging das Gericht an das Kurfürstentum Hessen, die es dem Amt Bischhausen zuschlug.
Die weitere Zuständigkeit entwickelte sich wie folgt:
- 1807–1813: Friedensgericht Netra im Königreich Westphalen[Anm. 6]
- 1814–1818: Amt Bischhausen
- 1919: Amt Netra
- 1822: Justizamt Netra erste Instanz, zweite Instanz Obergericht für die Provinz Niederhessen
- 1867: Amtsgericht Netra (nach der Annexion durch Preußen), zweite Instanz Kreisgericht Kassel
- 1879: Amtsgericht Netra erste Instanz (durch das Reichsjustizgesetze), zweite Instanz Landgericht Kassel
- 1939: Amtsgericht Eschwege, zweite Instanz Landgericht Kassel

### Mühlen in Röhrda
Von den beiden Quellen Aschenborn und Martinsborn wurden sechs Mühlen betrieben.
Insgesamt hatte Röhrda acht Mühlen:
Ober-, Loch-, Jost-, Unter-, Wins-, Anger-, Schlag- und Luxmühle.

## Bevölkerung

### Einwohnerstruktur 2011
Nach den Erhebungen des Zensus 2011 lebten am Stichtag, dem 9. Mai 2011, in Röhrda 684 Einwohner. Darunter waren 3 (= 0,4 %)  Ausländer.
Nach dem Lebensalter waren 108 Einwohner unter 18 Jahren, 273 waren zwischen 18 und 49, 168 zwischen 50 und 64 und 132 Einwohner waren älter.
Die Einwohner lebten in 273 Haushalten. Davon waren 54 Singlehaushalte, 81 Paare ohne Kinder und 111 Paare mit Kindern, sowie 21 Alleinerziehende und 9 Wohngemeinschaften. In 54 Haushalten lebten ausschließlich Senioren und in 153 Haushaltungen leben keine Senioren/.

### Einwohnerentwicklung
- 1585: 84 Haushaltungen[3]
- 1745: 359 Einwohner in 104 Haushaltungen. Gewerbe: ein Schreiner, ein Bender, 2 Wagner, 2 Schmiede, 5 Schneider, 3 Metzger, 2 Zimmerleute, 8 Müller, ein Brauer, 32 Leineweber und Garnhändler, ein Schweinetreiber, 4 Branntweinbrenner und Schenker, 42 Tagelöhner[3]

| Röhrda: Einwohnerzahlen von 1834 bis 2022 | Röhrda: Einwohnerzahlen von 1834 bis 2022 | Röhrda: Einwohnerzahlen von 1834 bis 2022 | Röhrda: Einwohnerzahlen von 1834 bis 2022 | Röhrda: Einwohnerzahlen von 1834 bis 2022 |
| --- | ----------------------------------------- | ----------------------------------------- | ----------------------------------------- | ----------------------------------------- |
| Jahr |                                           |                                           |                                           | Einwohner                                 |
| 1834 | 1834                                      |                                           | 625                                       | 625                                       |
| 1840 | 1840                                      |                                           | 660                                       | 660                                       |
| 1846 | 1846                                      |                                           | 663                                       | 663                                       |
| 1852 | 1852                                      |                                           | 638                                       | 638                                       |
| 1858 | 1858                                      |                                           | 628                                       | 628                                       |
| 1864 | 1864                                      |                                           | 657                                       | 657                                       |
| 1871 | 1871                                      |                                           | 581                                       | 581                                       |
| 1875 | 1875                                      |                                           | 615                                       | 615                                       |
| 1885 | 1885                                      |                                           | 620                                       | 620                                       |
| 1895 | 1895                                      |                                           | 611                                       | 611                                       |
| 1905 | 1905                                      |                                           | 654                                       | 654                                       |
| 1910 | 1910                                      |                                           | 629                                       | 629                                       |
| 1925 | 1925                                      |                                           | 699                                       | 699                                       |
| 1939 | 1939                                      |                                           | 718                                       | 718                                       |
| 1946 | 1946                                      |                                           | 925                                       | 925                                       |
| 1950 | 1950                                      |                                           | 943                                       | 943                                       |
| 1956 | 1956                                      |                                           | 868                                       | 868                                       |
| 1961 | 1961                                      |                                           | 800                                       | 800                                       |
| 1967 | 1967                                      |                                           | 793                                       | 793                                       |
| 1970 | 1970                                      |                                           | 845                                       | 845                                       |
| 1980 | 1980                                      |                                           | ?                                         | ?                                         |
| 1987 | 1987                                      |                                           | 727                                       | 727                                       |
| 2000 | 2000                                      |                                           | ?                                         | ?                                         |
| 2011 | 2011                                      |                                           | 684                                       | 684                                       |
| 2022 | 2022                                      |                                           | 639                                       | 639                                       |
| Datenquelle: Historisches Gemeindeverzeichnis für Hessen: Die Bevölkerung der Gemeinden 1834 bis 1967. Wiesbaden: Hessisches Statistisches Landesamt, 1968. Weitere Quellen: LAGIS; Zensus 2011 |                                           |                                           |                                           |                                           |

### Historische Religionszugehörigkeit
| • 1885: | 619 evangelische (= 99,84 %), ein katholischer (= 0,13 %) Einwohner |
| • 1961: | 747 evangelische (= 93,38 %), 47 katholische (= 5,88 %) Einwohner   |

## Religion
Kirchengebäude
Um 1089 gibt es eine Pfarrkirche und Kapelle. Die heutige Pfarrkirche ist ein spätgotischer Bau mit dem 1508 erbauten Westturm. Von der ehemaligen Martinskirche ist lediglich westliche Giebelwand erhalten.
Bekenntniswechsel
Der erster evangelische Pfarrer war Johann Uderer der vor 1526–1545 wirkte. Unter hessen-darmstädtischer Herrschaft von 1627 bis 1628 fand ein Bekenntniswechsel von evangelisch-reformiert nach evangelisch-lutherisch statt; danach wieder reformiert.
Pfarrzugehörigkeit
- Das Kirchenpatronat hatten ursprünglich hat der Graf Heinrich von Nordheim inne. Um 1090 gelangte es an das Kloster Lippoldsberg. In der Reformationszeit ging es an die Landgrafen über.
- Im Jahr 1585 gehören die Höfe Harmuthshausen und Lautenbach zum Kirchpiel Röhrda.
- Mit der Aufhebung der Pfarrstelle 1981 gelangt Röhrda als Vikariatsgemeinde an die Kirchengemeinde Datterode, mit der sie das Kirchspiel Datterode-Röhrda bildet.
- Heute ist Röhrda Teil der „Evangelischen Kirchengemeinde Datterode-Röhrda“.[16]

## Politik
Für Röhrda besteht ein Ortsbezirk (Gebiete der ehemaligen Gemeinde Röhrda) mit Ortsbeirat und Ortsvorsteher nach der Hessischen Gemeindeordnung.
Der Ortsbeirat besteht aus fünf Mitgliedern. Bei den Kommunalwahlen in Hessen 2021 betrug die Wahlbeteiligung zum Ortsbeirat 72,98 %. Alle Kandidaten gehörten der „Freien Wählergemeinschaft Roehrda“ an. Der Ortsbeirat wählte Georg Schädel zum Ortsvorsteher.

## Persönlichkeiten
Söhne und Töchter des Dorfes
- Heinrich Wiskemann (1810–1875), Philologe, Abgeordneter des Kurhessischen Kommunallandtags Kassel
- Georg Karl Rexerodt (1851–1928), Gutsbesitzer, Unternehmer, Abgeordneter des Provinziallandtages der Provinz Hessen-Nassau
- Hartmut Holzapfel (1944–2022), hessischer Kultusminister